# 伍袁萃
伍袁萃（1553年—？），字聖起，號容庵，南京蘇州府長洲縣（今江蘇省蘇州市）人，明朝政治人物。

## 生平
萬曆四年（1576年）丙子科应天府乡试第四十五名舉人，五年（1580年）庚辰科中會試第一百一十三名，因丁憂，萬曆八年補殿試，成三甲第一百五十四名進士，吏部觀政，本年授貴溪知縣。十四年行取，擢兵部主事，十五年以终养辞官归乡。十六年丁憂，二十年复除武库司主事，二十三年進員外郎，署職方司。李成梁子李如楨求為錦衣衛指揮使，伍袁萃力爭，最終此事未成。本年出任為浙江僉事，萬曆二十六年（1601年），调任提學僉事，本年升任湖廣左參議、分守湖南，二十八年致仕。萬曆三十一年，起任廣東右參議，后升任廣東海北道副使，在雷州为海瑞建祠祭祀，祠成而歸。著有《遵典集》、《林居漫錄》、《林居漫錄前集》。

## 家族
曾祖伍鋹，封工部主事；祖父伍餘福，丁丑進士，曾任知府；父伍孝光，封知县。母袁氏；前母沈氏。